# سوسانا گیولامیریان
سوسانا خورنی گیولامیریان (ارمنی: Սուսաննա Խորենի Գյուլամիրյան؛ انگلیسی: Susanna Gyulamiryan؛ زاده ۲۰ فوریهٔ ۱۹۶۱) نمایشگاه‌گردان، منتقد هنری، نظریه فمینیست اهل ارمنستان است.

## زندگی‌نامه
وی در ۲۰ فوریه ۱۹۶۱ در ایروان در به دنیا آمد و از فارغ‌التحصیل گشت. وی در آزمایشگاه مطالعات هنری و فرهنگی، آرت کومنه، دانشگاه آزاد ارمنستان و دانشگاه دولتی ایروان فعالیت کرده است.

## یادداشت
1. ↑  “Art and Cultural Studies Laboratory”
2. ↑  “Art Commune”
3. ↑  Armenian Open University